# Bustelo, Carneiro e Carvalho de Rei
Bustelo, Carneiro e Carvalho de Rei (oficialmente: União das Freguesias de Bustelo, Carneiro e Carvalho de Rei) é uma freguesia portuguesa do município de Amarante, com 23,43 km² de área e 827 habitantes (censo de 2021). A sua densidade populacional é 35,3 hab./km².

## História
Foi constituída em 2013, no âmbito de uma reforma administrativa nacional, pela agregação das antigas freguesias de Bustelo, Carneiro e Carvalho de Rei e tem sede em Bustelo. Esta agregação acabou com uma das particularidades do concelho de Amarante: o facto de até aí ter tido uma das poucas freguesias portuguesas territorialmente descontínuas (Carvalho de Rei).

Antigas freguesias que deram origem à União das Freguesias de Bustelo, Carneiro e Carvalho de Rei (Amarante).

A população registada nos censos foi:
| Distribuição da População por Grupos Etários | Distribuição da População por Grupos Etários | Distribuição da População por Grupos Etários | Distribuição da População por Grupos Etários | Distribuição da População por Grupos Etários | Distribuição da População por Grupos Etários |
| -------------------------------------------- | -------------------------------------------- | -------------------------------------------- | -------------------------------------------- | -------------------------------------------- | -------------------------------------------- |
| Antes da agregação                           |                                              |                                              |                                              |                                              |                                              |
| Ano                                          | 0-14 anos                                    | 15-24 anos                                   | 25-64 anos                                   | >= 65 anos                                   | Total                                        |
| 2001                                         | 212                                          | 182                                          | 528                                          | 218                                          | 1140                                         |
| 2011                                         | 145                                          | 132                                          | 514                                          | 228                                          | 1019                                         |
| Após a agregação                             |                                              |                                              |                                              |                                              |                                              |
| Ano                                          | 0-14 anos                                    | 15-24 anos                                   | 25-64 anos                                   | >= 65 anos                                   | Total                                        |
| 2021                                         | 63                                           | 84                                           | 425                                          | 255                                          | 827                                          |

## Galeria
|  |  |  |